# ジェームズ・バスケット
ジェームズ・フランクリン・バスケット（James Franklin Baskett、1904年2月16日 - 1948年7月9日）はアメリカ合衆国の俳優、声優、歌手。インディアナ州インディアナポリス出身。ジェームス・バスケットとも表記される。
映画『南部の唄』（1946年）のリーマスおじさんを演じたことで知られている。
1948年3月、アカデミー名誉賞を受賞。アカデミー賞を受賞した最初のアフリカ系アメリカ人の男性俳優となった。同年7月9日、糖尿病による心不全のため44歳で死去した。